# Харисон (Охајо)
Харисон (енгл. Harrison) град је у америчкој савезној држави Охајо.

## Демографија
По попису из 2010. године број становника је 9.897, што је 2.41 (32,2%) становника више него 2000. године.
| Група             | 2000.         | 2010.         |
| Белци             | 7.326 (97,8%) | 9.596 (97,0%) |
| Афроамериканци    | 13 (0,2%)     | 29 (0,3%)     |
| Азијати           | 29 (0,4%)     | 63 (0,6%)     |
| Хиспаноамериканци | 39 (0,5%)     | 107 (1,1%)    |
| Укупно            | 7.487         | 9.897         |